# Statistikbanken
Statistikbanken er en database tilgængelig online over internettet. Den er oprettet og vedligeholdes daglig som en del af Danmarks Statistiks formidling af offentlig statistik.
Danmark er gennem denne service en førende nation i spredning af statistik i elektronisk form. Databasen er tilgængelig gratis for alle brugere. Brugerne laver ca. 2 millioner tabeller årligt på baggrund af Statistikbanken (2006). Opdatering med de allerseneste oplysninger i detaljeret form sker hver dag kl 8.00. Statistikken kan præsenteres på forskellige måder (tabeller, diagrammer, landkort). Overføring kan ske til andre programmer for videre bearbejdning.